# Hittisau
Hittisau è un comune austriaco di 1 961 abitanti nel distretto di Bregenz, nel Vorarlberg.